# Vid (Metković)
Vid is een plaats in de gemeente Metković in de Kroatische provincie Dubrovnik-Neretva. De plaats telt 779 inwoners (2001).